# 馱獸 (人物)
馱獸，原本是日語漢字，被台灣直接拿來使用，在其他地區更為普遍的叫法為工具人，意指為討好心儀對象而甘心為對方无偿做事的人。

## 其他地道的稱謂

### 中國大陸
在中国大陆网络文化中，舔狗指对爱慕对象嘘寒问暖以求回应的人，即像狗一样的跪舔他人。

### 香港
在香港這些男性被稱為「觀音兵」，像觀音座下的侍從小仙那樣，任由差遣。
「觀音兵」一詞由來已久，在香港俚語中用來形容某些男性為了追求女性，而不顧一切為該女性做各種事情。後來，此詞引申至互聯網論壇等虛擬社群。被人崇拜的女性稱作觀音、娘娘或女神，即源於「觀音兵」一詞。

### 台灣
在臺灣的網路文化中，接受奉獻的對象常被稱為公主、女神，而奉獻者常被稱為火山孝子或騎士團。

### 歐美地區
在英文網際網路用語中，對某人給予過度關注和憐惜，但通常得不到相同回報的人，會被稱為「simp」。無論男女，做這種行為的皆被稱為「simping」。

## 特徵
1. 單身卻又很想交異性朋友：這與日本文化毒男或毒女的特徵常有重疊，但不是完全等同。
2. 有些則是對本身的伴侶缺乏信心，怕對方提出分手或變心而做出刻意討好的行為。
3. 另外，因受情人或配偶的驅使，或刻意討好伴侶而幫忙者，也可以自嘲稱馱獸。
4. 有些馱獸可能會有劈腿行為──也就是對每個交往對象都會刻意討好，希望以這種方法讓自己可以繼續享齊人之福，也就是其宿主並非唯一。
5. 有些馱獸本身亦是其他馱獸的驅使者，甚至有利用其他馱獸來幫助自己去討好心儀異性者，例如要求馱獸出錢幫自己購買送給心儀對象的禮物、要求馱獸幫忙自己去幫自己心儀對象做事等。

## 行為
馱獸行為很多，現階段常見模式如下：

### 幫忙模式
每當自己希望討好的異性因故需要他人幫忙（如沒有交通工具，卻想去市區逛街、看電影或電腦軟硬體有問題時），而提出要求對方幫忙。這時馱獸就會協助，有些甚至不用等異性開口，還會主動爭取幫忙的機會。多見於男性。

### 提款機模式
因對方個人偏好，而花錢購買貴重物品（如名錶名包、或依請求而付錢）來討好對方者，甚至為了幫異性出錢，導致債台高築。

### 四腳模式
為了討好對方，在自己不太情願的情境下（或在不喜歡的場合、地點，或以自己不喜歡的姿勢，或模仿色情片的情節）而與對方性行為。多見於女性。

### 網路模式
主要是喜歡或崇拜網路上的的異性網民（如網路遊戲、網路論壇），例如：
1. 在遊戲中免費為對方提供裝備
2. 用對方帳號幫助對方打怪，提升等級
3. 於該異性網民受指責或騷擾時，為其擋駕，或提供保護和協助
4. 為對方的圖像、用語等作潤飾
5. 不分是非黑白，盲目挺對方

## 共通性
馱獸勞心勞力完成以上行為後，卻很有可能無法得到對方的等價或部分回報，甚者對方不聞不問，視為理所當然。

## 影響

### 關係終止
通常馱獸發現對方有親暱的異性朋友（如男女朋友等親密關係），便會傾向終止以上行為模式。

### 兩難情況
馱獸若發現雙方並非良性對等之人際關係，或無法依此提升兩人的親暱性，便有可能傾向終止上述行為模式。
然而，對方便可能因此抱怨、甚至敵對之，成為對方交友圈成員的拒絕往來者，馱獸便有可能陷於不得不為的兩難局面。
不過，當過馱獸關係的人會鼓勵其斷絕此關係，以免被不當利用。

### 馱獸與好人
馱獸與好人文化似乎有其高度相關性，特別在典型模式中，絕大部分皆是女性與有運輸工具的男性的角色模式。
影響此現象因素很多，最大原因應是社會對男女角色與分工的既有認知，甚至物化的刻板印象使然。
- 討好異性，讓對方願意和自己交往，並發生性關係，但可能不打算長久交往。
- 追求時任勞任怨，一旦追求失敗或對方疏遠自己，即要對方歸還自己所付出的金錢、禮物，以及用金錢或性行為，「賠償」自己所付出的勞力；若不遵從，則恐嚇對方。
- 並非真正喜歡，而是考慮對方的社經地位：如富豪、富家小姐或公子，並試圖從對方身上得到金錢物質等利益，甚至希望通過與對方結婚，來得到更多的利益和財產繼承權。
- 抱著「人有我有」的心態而追求異性，或因年齡、父母壓力，想要小孩繼後香燈，純粹為結婚而結婚。即使對異性沒有愛意，卻仍希望討好對方和自己交往、結婚，交往或結婚後對伴侶，卻不再像從前那麼好，甚至抱著討債的心態，對伴侶頤指氣使。
- 有些是希望找到真心相愛的對象，卻不擅表達，又欠缺吸收教訓的學習心態，加上近代因女權主義的抬頭，使得社會大眾與政府並沒有正視這種社會歪態，而導致諸多悲劇的發生，例如“胖猫”跳江事件。這部分在後續會有多重分支狀況，有些人當了一輩子的工具人，直到家破人亡為止；另一種人是心有不甘而實行強姦、強盜、詐欺、殺人等犯罪行為，導致國家的犯罪率逐年提升。